# 采样器 (乐器)

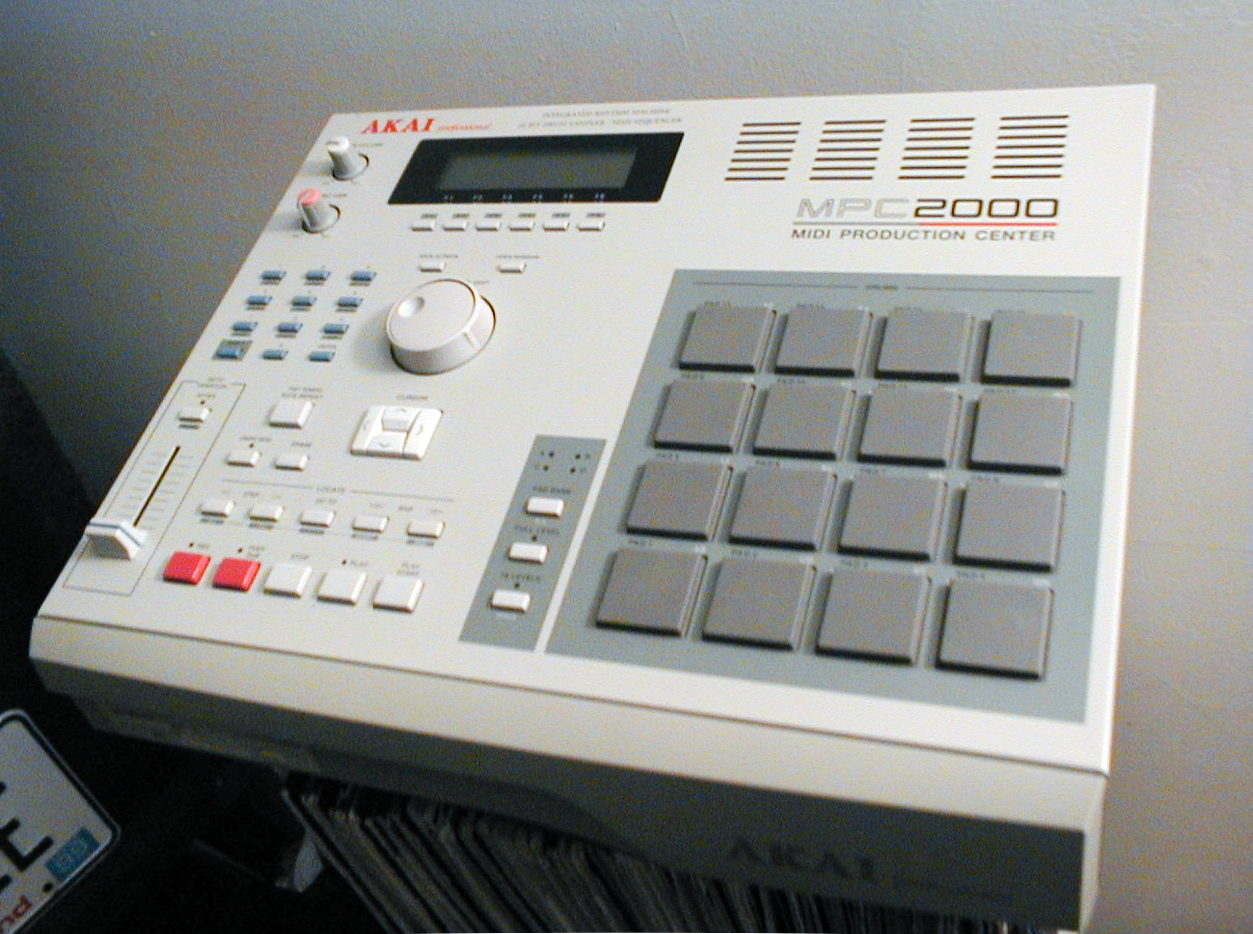
AKAI MPC2000 取样音序器

采样器或取样器（英语：Sampler），是一种能录音、抽样及编辑各种声音的电子装置。被录制及编辑过的不同声音，可以由与采样器接驳的MIDI键盘完整的弹奏出来。采样器在现代音乐制作的采样方面有着相当重要的角色，就因它可用于仿造其他乐器，或在剧院舞台提供现场音响效果。采样器可以由有基本MIDI设置的键盘来控制或从电脑MIDI程序直接控制。